# Gens Gabínia
Gabínia va ser una família romana d'origen plebeu que apareix al segle ii aC. No van utilitzar cap cognomen i només alguns renoms com Capitó, Cimber i Sisenna.

## Personatges rellevants
- Aulus Gabini (militar 167 aC), militar romà.
- Aulus Gabini (tribú), tribú de la plebs el 139 aC
- Aulus Gabini (militar 90 aC), militar romà.
- Aulus Gabini (militar 81 aC), militar romà.
- Aulus Gabini (cònsol), tribú de la plebs el 66 aC, pretor el 61 aC, cònsol el 59 aC i procònsol de Síria 58-55 aC.
- Aulus Gabini Sisenna fill d'Aule Gabini (procònsol de Síria).
- Publi Gabini Capitó (pretor), pretor el 89 aC.
- Publi Gabini Capitó (conspirador), participant en la conspiració de Catilina.